# Matrice transpusă

Transpusa A^{T} a matricii A poate fi obţinută prin mutarea elementelor de-a lungul diagonalei principale. Prin repetarea procedeului, elementele matricii revin în poziţia lor originală.

În algebra liniară, transpusa unei matrice A este o altă matrice AT (scrisă și A′, Atr, tA sau At) creată prin una dintre următoarele metode echivalente:
- inversarea matricii A de-a lungul diagonalei sale principale (diagonala care pleacă din stânga sus și ajung dreapta jos) pentru a obține AT
- scrierea liniilor matricii A ca și coloanele matricii AT
- scrierea coloanelor matricii A ca și liniile matricii AT

{\displaystyle [\mathbf {A} ^{\mathrm {T} }]_{ij}=[\mathbf {A} ]_{ji}}
Dacă A este o matrice m × n, atunci AT este o matrice n × m.